# Калтаса
Калтаса — река в России, протекает в Республике Башкортостан. Правый приток реки Быстрый Танып. Длина реки составляет 32 км, площадь водосборного бассейна — 294 км². В 17 км от устья по правому берегу впадает река Качмаш.

## Данные водного реестра
По данным государственного водного реестра России относится к Камскому бассейновому округу, водохозяйственный участок реки — Белая от города Бирск и до устья, речной подбассейн реки — Белая. Речной бассейн реки — Кама.
Код объекта в государственном водном реестре — 10010201612111100026299.